# Major League Soccer 2005
Navigation
Édition précédente Édition suivante
La Major league Soccer 2005 est la dixième saison de la Major League Soccer, le championnat professionnel de football (soccer) des États-Unis.
Deux places qualificatives pour la Coupe des champions de la CONCACAF 2006 sont attribuées aux finalistes du championnat.

## Changements par rapport à 2004
- Le championnat repasse à 12 clubs avec l'arrivée du Club Deportivo Chivas USA et du Real Salt Lake. Les deux équipes intègrent la Conférence Ouest.
- Les Wizards de Kansas City passent de la Conférence Ouest à la Conférence Est
- Le FC Dallas, après Columbus et Los Angeles, est à son tour doté de son propre stade, le Pizza Hut Park.
- La MLS Reserve Division qui oppose les équipes réserves de chaque franchise est créée.

## Les 12 franchises participantes

### Carte
| Fire de Chicago Rapids du Colorado Crew de Columbus D.C. United FC Dallas Wizards de Kansas City Galaxy de Los Angeles Revolution de la Nouvelle-Angleterre MetroStars Earthquakes · de San José Chivas USA Real Salt Lake |

| Association de l'Ouest - Chivas USA (N) - Rapids du Colorado - FC Dallas - Galaxy de Los Angeles - Real Salt Lake (N) - Earthquakes de San José | Association de l'Est - Fire de Chicago - Crew de Columbus - D.C. United - Wizards de Kansas City - Revolution de la Nouvelle-Angleterre - MetroStars |

### Stades
| Fire de Chicago  | Chivas USA        | Rapids du Colorado         | Crew de Columbus      |
| ---------------- | ----------------- | -------------------------- | --------------------- |
| Soldier Field    | Home Depot Center | Invesco Field at Mile High | Columbus Crew Stadium |
| Capacité: 61.500 | Capacité: 27.000  | Capacité: 76.125           | Capacité: 22.555      |
|                  |                   |                            |                       |

| D.C. United          | FC Dallas        | Wizards de Kansas City | Galaxy de Los Angeles |
| -------------------- | ---------------- | ---------------------- | --------------------- |
| RFK Memorial Stadium | Cotton Bowl      | Arrowhead Stadium      | Home Depot Center     |
| Capacité: 46.000     | Capacité: 92.100 | Capacité: 81.425       | Capacité: 27.000      |
|                      |                  |                        |                       |

| MetroStars       | Revolution de la Nouvelle-Angleterre | Real Salt Lake      | Earthquakes de San José |
| ---------------- | ------------------------------------ | ------------------- | ----------------------- |
| Giants Stadium   | Gillette Stadium                     | Rice-Eccles Stadium | Spartan Stadium         |
| Capacité: 80.200 | Capacité: 68.756                     | Capacité: 45.017    | Capacité: 30.456        |
|                  |                                      |                     |                         |

### Entraîneurs
Durant l'intersaison, Fernando Clavijo remplace Tim Hankinson aux Rapids du Colorado.
| Équipe                               | Entraîneur                                                            |
| ------------------------------------ | --------------------------------------------------------------------- |
| Fire de Chicago                      | Dave Sarachan                                                         |
| Chivas USA                           | Thomas Rongen (30/05/2005) Javier Ledesma (03/06/2005) Hans Westerhof |
| Rapids du Colorado                   | Fernando Clavijo                                                      |
| Crew de Columbus                     | Greg Andrulis (12/07/2005) Robert Warzycha                            |
| D.C. United                          | Piotr Nowak                                                           |
| FC Dallas                            | Colin Clarke                                                          |
| Wizards de Kansas City               | Bob Gansler                                                           |
| Galaxy de Los Angeles                | Steve Sampson                                                         |
| Revolution de la Nouvelle-Angleterre | Steve Nicol                                                           |
| MetroStars                           | Bob Bradley (04/10/2005) Mo Johnston                                  |
| Real Salt Lake                       | John Ellinger                                                         |
| Earthquakes de San José              | Dominic Kinnear                                                       |

## Format de la compétition
- Les 12 équipes sont réparties en 2 associations : Association de l'Ouest (6 équipes) et l'Association de l'Est (6 équipes).
- Toutes les équipes disputent 32 rencontres qui se répartissent comme suit :
  - 4 rencontres (deux à domicile et deux à l'extérieur) contre chaque équipe de son association
  - 2 rencontres (une à domicile et une à l'extérieur) contre chaque équipe de l'association opposée
- La victoire vaut 3 points, le match nul rapporte 1 point et la défaite ne rapporte aucun point.
- Les quatre meilleures équipes de chaque conférence se qualifient pour les séries éliminatoires.
- La différence particulière (points dans les confrontations directes) puis la différence de buts générale départagent les équipes en cas d'égalité.

## Saison régulière

### Classements des associations Ouest et Est
| Rang | Équipe                  | Pts | J  | G  | N  | P  | Bp | Bc | Diff |
| ---- | ----------------------- | --- | -- | -- | -- | -- | -- | -- | ---- |
| 1    | Earthquakes de San José | 64  | 32 | 18 | 10 | 4  | 53 | 31 | +22  |
| 2    | FC Dallas               | 48  | 32 | 13 | 9  | 10 | 52 | 44 | +8   |
| 3    | Rapids du Colorado      | 45  | 32 | 13 | 6  | 13 | 40 | 37 | +3   |
| 4    | Galaxy de Los Angeles C | 45  | 32 | 13 | 6  | 13 | 44 | 45 | -1   |
| 5    | Real Salt Lake          | 20  | 32 | 5  | 5  | 22 | 30 | 65 | -35  |
| 6    | C.D. Chivas USA         | 18  | 32 | 4  | 6  | 22 | 31 | 67 | -36  |

| Rang | Équipe                               | Pts | J  | G  | N  | P  | Bp | Bc | Diff |
| ---- | ------------------------------------ | --- | -- | -- | -- | -- | -- | -- | ---- |
| 1    | Revolution de la Nouvelle-Angleterre | 59  | 32 | 17 | 8  | 7  | 55 | 37 | +18  |
| 2    | D.C. United T                        | 54  | 32 | 16 | 6  | 10 | 58 | 37 | +21  |
| 3    | Fire de Chicago                      | 49  | 32 | 15 | 4  | 13 | 49 | 50 | -1   |
| 4    | MetroStars                           | 47  | 32 | 12 | 11 | 9  | 53 | 49 | +4   |
| 5    | Wizards de Kansas City               | 45  | 32 | 11 | 12 | 9  | 52 | 44 | +8   |
| 6    | Crew de Columbus                     | 38  | 32 | 11 | 5  | 16 | 34 | 45 | -11  |

- MLS Supporters' Shield, qualification pour les séries éliminatoires et le quatrième tour de la Coupe des États-Unis de soccer 2006
- Franchise qualifiée pour les séries éliminatoires et le quatrième tour de la Coupe des États-Unis de soccer 2006
- Franchise non qualifiée pour les séries éliminatoires et qualification pour le troisième tour de la Coupe des États-Unis de soccer 2006

T : Tenant du titre

C : Vainqueur de la Coupe des États-Unis de soccer 2005

### Résultats
Source : Résultats de la saison

#### Matchs inter-associations
| Résultats (▼dom., ►ext.)                                   | CHIC | CHIV | COLO | COLU | UDC | FCD | KAN | LA  | MET | N.-A. | RSL | SJ  |
| Fire de Chicago                                            |      | 5-2  | 2-1  |      |     | 2-0 |     | 2-1 |     |       | 3-1 | 2-1 |
| Chivas USA                                                 | 0-1  |      |      | 0-3  | 0-2 |     | 1-1 |     | 0-2 | 1-0   |     |     |
| Rapids du Colorado                                         | 4-1  |      |      | 2-0  | 1-0 |     | 2-1 |     | 1-3 | 2-0   |     |     |
| Crew de Columbus                                           |      | 0-1  | 1-0  |      |     | 1-0 |     | 3-0 |     |       | 2-0 | 1-2 |
| D.C. United                                                |      | 3-0  | 2-0  |      |     | 0-2 |     | 2-3 |     |       | 5-1 | 3-0 |
| FC Dallas                                                  | 2-1  |      |      | 2-1  | 1-2 |     | 2-2 |     | 2-2 | 1-2   |     |     |
| Wizards de Kansas City                                     |      | 3-0  | 3-2  |      |     | 3-3 |     | 2-2 |     |       | 3-2 | 1-0 |
| Galaxy de Los Angeles                                      | 1-2  |      |      | 0-0  | 0-1 |     | 2-1 |     | 2-2 | 1-1   |     |     |
| MetroStars                                                 |      | 3-3  | 1-1  |      |     | 3-2 |     | 2-1 |     |       | 0-0 | 0-1 |
| Revolution de la Nouvelle-Angleterre                       |      | 1-0  | 0-0  |      |     | 3-2 |     | 1-1 |     |       | 4-1 | 0-2 |
| Real Salt Lake                                             | 0-3  |      |      | 1-2  | 1-3 |     | 2-4 |     | 2-2 | 0-1   |     |     |
| Earthquakes de San José                                    | 2-0  |      |      | 2-1  | 0-0 |     | 3-2 |     | 2-1 | 2-2   |     |     |
| - Victoire à domicile - Match nul - Victoire à l'extérieur |      |      |      |      |     |     |     |     |     |       |     |     |

#### Matchs intra-associations

##### Association de l'Ouest
| Résultats (▼dom., ►ext.)                                   | CHIV | COLO | FCD | LA  | RSL | SJ  | CHIV | COLO | FCD | LA  | RSL | SJ  |
| Chivas USA                                                 |      | 1-3  | 1-3 | 0-2 | 1-0 | 1-1 |      | 1-3  | 2-5 | 0-1 | 5-1 | 1-2 |
| Rapids du Colorado                                         | 2-1  |      | 0-0 | 1-0 | 2-0 | 0-1 | 1-1  |      | 1-3 | 2-0 | 2-1 | 1-2 |
| FC Dallas                                                  | 2-1  | 2-1  |     | 1-0 | 3-0 | 2-2 | 2-2  | 0-0  |     | 4-1 | 2-1 | 0-2 |
| Galaxy de Los Angeles                                      | 3-1  | 3-2  | 2-0 |     | 3-1 | 2-1 | 2-0  | 4-1  | 2-1 |     | 1-0 | 1-3 |
| Real Salt Lake                                             | 2-0  | 1-0  | 0-2 | 2-1 |     | 2-2 | 2-1  | 0-1  | 3-0 | 1-1 |     | 0-1 |
| Earthquakes de San José                                    | 3-3  | 1-0  | 0-0 | 3-0 | 3-0 |     | 3-0  | 1-1  | 1-1 | 2-1 | 2-2 |     |
| - Victoire à domicile - Match nul - Victoire à l'extérieur |      |      |     |     |     |     |      |      |     |     |     |     |

##### Association de l'Est
| Résultats (▼dom., ►ext.)                                   | CHIC | COLU | UDC | KAN | MET | N.-A. | CHIC | COLU | UDC | KAN | MET | N.-A. |
| Fire de Chicago                                            |      | 1-1  | 4-3 | 1-1 | 0-3 | 0-3   |      | 1-2  | 2-3 | 2-3 | 2-2 | 1-0   |
| Crew de Columbus                                           | 0-2  |      | 1-0 | 0-4 | 0-3 | 1-3   | 1-2  |      | 0-1 | 2-0 | 1-0 | 1-1   |
| D.C. United                                                | 1-1  | 3-1  |     | 3-2 | 3-0 | 3-4   | 4-3  | 2-2  |     | 0-1 | 1-2 | 2-0   |
| Wizards de Kansas City                                     | 3-0  | 1-1  | 0-0 |     | 1-0 | 0-2   | 0-1  | 0-1  | 1-1 |     | 0-1 | 2-2   |
| MetroStars                                                 | 0-1  | 3-2  | 0-0 | 2-2 |     | 2-2   | 2-1  | 2-1  | 1-4 | 2-2 |     | 5-4   |
| Revolution de la Nouvelle-Angleterre                       | 2-0  | 3-0  | 1-0 | 1-1 | 4-2 |       | 1-0  | 3-1  | 2-1 | 1-2 | 1-0 |       |
| - Victoire à domicile - Match nul - Victoire à l'extérieur |      |      |     |     |     |       |      |      |     |     |     |       |

## Séries éliminatoires

### Règlement
Les équipes classées premières de leur association affrontent le quatrième de leur association en demi-finale d'association (le deuxième affrontant le troisième) qui se déroulent par match aller-retour, avec match retour chez l'équipe la mieux classée. En cas d'égalité, à l'issue des deux matchs, une prolongation de deux fois quinze minutes a lieu. Si les équipes ne se départagent pas, une séance de tirs au but a alors lieu.
Les finales d'association se déroulent sur les terrains des équipes les mieux classées tandis que la finale MLS a lieu au Pizza Hut Park de Frisco.
Ces 2 tours se déroulent en un seul match, avec prolongation et tirs au but pour départager si nécessaire les équipes.
Les finalistes se qualifient pour les quarts de finale de la Coupe des champions de la CONCACAF 2006.

### Tableau
Les résultats des tirs au but sont marqués entre parenthèses.
|  | Demi-finales d'Association              | Demi-finales d'Association              | Demi-finales d'Association                     | Demi-finales d'Association |                                         |                                         | Finales d'Association                    | Finales d'Association                    | Finales d'Association                    | Finales d'Association                    |  |  | MLS Cup 2005                        | MLS Cup 2005                        | MLS Cup 2005                        | MLS Cup 2005                        |
|  |                                         |                                         |                                                |                            |                                         |                                         |                                          |                                          |                                          |                                          |  |  |                                     |                                     |                                     |                                     |
|  | 22 et 29 octobre                        | 22 et 29 octobre                        | 22 et 29 octobre                               | 22 et 29 octobre           |                                         |                                         | 6 novembre, Gillette Stadium, Foxborough | 6 novembre, Gillette Stadium, Foxborough | 6 novembre, Gillette Stadium, Foxborough | 6 novembre, Gillette Stadium, Foxborough |  |  | 13 novembre, Pizza Hut Park, Frisco | 13 novembre, Pizza Hut Park, Frisco | 13 novembre, Pizza Hut Park, Frisco | 13 novembre, Pizza Hut Park, Frisco |
|  | 22 et 29 octobre                        | 22 et 29 octobre                        | 22 et 29 octobre                               | 22 et 29 octobre           |                                         |                                         | 6 novembre, Gillette Stadium, Foxborough | 6 novembre, Gillette Stadium, Foxborough | 6 novembre, Gillette Stadium, Foxborough | 6 novembre, Gillette Stadium, Foxborough |  |  | 13 novembre, Pizza Hut Park, Frisco | 13 novembre, Pizza Hut Park, Frisco | 13 novembre, Pizza Hut Park, Frisco | 13 novembre, Pizza Hut Park, Frisco |
|  | E1 Revolution de la Nouvelle-Angleterre | E1 Revolution de la Nouvelle-Angleterre | 0                                              | 3                          |                                         |                                         | 6 novembre, Gillette Stadium, Foxborough | 6 novembre, Gillette Stadium, Foxborough | 6 novembre, Gillette Stadium, Foxborough | 6 novembre, Gillette Stadium, Foxborough |  |  | 13 novembre, Pizza Hut Park, Frisco | 13 novembre, Pizza Hut Park, Frisco | 13 novembre, Pizza Hut Park, Frisco | 13 novembre, Pizza Hut Park, Frisco |
|  | E1 Revolution de la Nouvelle-Angleterre | E1 Revolution de la Nouvelle-Angleterre | 0                                              | 3                          |                                         |                                         | 6 novembre, Gillette Stadium, Foxborough | 6 novembre, Gillette Stadium, Foxborough | 6 novembre, Gillette Stadium, Foxborough | 6 novembre, Gillette Stadium, Foxborough |  |  | 13 novembre, Pizza Hut Park, Frisco | 13 novembre, Pizza Hut Park, Frisco | 13 novembre, Pizza Hut Park, Frisco | 13 novembre, Pizza Hut Park, Frisco |
|  | E4 MetroStars                           | E4 MetroStars                           | 1                                              | 1                          |                                         |                                         | 6 novembre, Gillette Stadium, Foxborough | 6 novembre, Gillette Stadium, Foxborough | 6 novembre, Gillette Stadium, Foxborough | 6 novembre, Gillette Stadium, Foxborough |  |  | 13 novembre, Pizza Hut Park, Frisco | 13 novembre, Pizza Hut Park, Frisco | 13 novembre, Pizza Hut Park, Frisco | 13 novembre, Pizza Hut Park, Frisco |
|  | E4 MetroStars                           | E4 MetroStars                           | 1                                              | 1                          | E1 Revolution de la Nouvelle-Angleterre | E1 Revolution de la Nouvelle-Angleterre | 1                                        | 1                                        |                                          |                                          |  |  | 13 novembre, Pizza Hut Park, Frisco | 13 novembre, Pizza Hut Park, Frisco | 13 novembre, Pizza Hut Park, Frisco | 13 novembre, Pizza Hut Park, Frisco |
|  | 21 et 30 octobre                        |                                         |                                                |                            | E1 Revolution de la Nouvelle-Angleterre | E1 Revolution de la Nouvelle-Angleterre | 1                                        | 1                                        |                                          |                                          |  |  | 13 novembre, Pizza Hut Park, Frisco | 13 novembre, Pizza Hut Park, Frisco | 13 novembre, Pizza Hut Park, Frisco | 13 novembre, Pizza Hut Park, Frisco |
|  |                                         |                                         | E3 Fire de Chicago                             | E3 Fire de Chicago         | 0                                       | 0                                       |                                          |                                          |                                          |                                          |  |  | 13 novembre, Pizza Hut Park, Frisco | 13 novembre, Pizza Hut Park, Frisco | 13 novembre, Pizza Hut Park, Frisco | 13 novembre, Pizza Hut Park, Frisco |
|  | E2 D.C. United                          | E2 D.C. United                          | E3 Fire de Chicago                             | E3 Fire de Chicago         | 0                                       | 0                                       | 0                                        | 0                                        |                                          |                                          |  |  | 13 novembre, Pizza Hut Park, Frisco | 13 novembre, Pizza Hut Park, Frisco | 13 novembre, Pizza Hut Park, Frisco | 13 novembre, Pizza Hut Park, Frisco |
|  | E2 D.C. United                          | E2 D.C. United                          | 5 novembre, Invesco Field at Mile High, Denver |                            |                                         |                                         | 0                                        | 0                                        |                                          |                                          |  |  | 13 novembre, Pizza Hut Park, Frisco | 13 novembre, Pizza Hut Park, Frisco | 13 novembre, Pizza Hut Park, Frisco | 13 novembre, Pizza Hut Park, Frisco |
|  | E3 Fire de Chicago                      | E3 Fire de Chicago                      | 0                                              | 4                          |                                         |                                         |                                          |                                          |                                          |                                          |  |  | 13 novembre, Pizza Hut Park, Frisco | 13 novembre, Pizza Hut Park, Frisco | 13 novembre, Pizza Hut Park, Frisco | 13 novembre, Pizza Hut Park, Frisco |
|  | E3 Fire de Chicago                      | E3 Fire de Chicago                      | 0                                              | 4                          | E1 Revolution de la Nouvelle-Angleterre | E1 Revolution de la Nouvelle-Angleterre | 0                                        | 0                                        |                                          |                                          |  |  |                                     |                                     |                                     |                                     |
|  | 23 et 29 octobre                        |                                         |                                                |                            | E1 Revolution de la Nouvelle-Angleterre | E1 Revolution de la Nouvelle-Angleterre | 0                                        | 0                                        |                                          |                                          |  |  |                                     |                                     |                                     |                                     |
|  |                                         |                                         | O4 Galaxy de Los Angeles                       | O4 Galaxy de Los Angeles   | 1ap                                     | 1ap                                     |                                          |                                          |                                          |                                          |  |  |                                     |                                     |                                     |                                     |
|  | O1 Earthquakes de San José              | O1 Earthquakes de San José              | O4 Galaxy de Los Angeles                       | O4 Galaxy de Los Angeles   | 1ap                                     | 1ap                                     | 1                                        | 1                                        |                                          |                                          |  |  |                                     |                                     |                                     |                                     |
|  | O1 Earthquakes de San José              | O1 Earthquakes de San José              |                                                |                            |                                         |                                         |                                          |                                          |                                          |                                          |  |  |                                     |                                     |                                     |                                     |
|  | O4 Galaxy de Los Angeles                | O4 Galaxy de Los Angeles                | 3                                              | 1                          |                                         |                                         |                                          |                                          |                                          |                                          |  |  |                                     |                                     |                                     |                                     |
|  | O4 Galaxy de Los Angeles                | O4 Galaxy de Los Angeles                | 3                                              | 1                          | O4 Galaxy de Los Angeles                | O4 Galaxy de Los Angeles                | 2                                        | 2                                        |                                          |                                          |  |  |                                     |                                     |                                     |                                     |
|  | 22 et 29 octobre                        |                                         |                                                |                            | O4 Galaxy de Los Angeles                | O4 Galaxy de Los Angeles                | 2                                        | 2                                        |                                          |                                          |  |  |                                     |                                     |                                     |                                     |
|  |                                         |                                         | O3 Rapids du Colorado                          | O3 Rapids du Colorado      | 0                                       | 0                                       |                                          |                                          |                                          |                                          |  |  |                                     |                                     |                                     |                                     |
|  | O2 FC Dallas                            | O2 FC Dallas                            | O3 Rapids du Colorado                          | O3 Rapids du Colorado      | 0                                       | 0                                       | 0                                        | 2 (4)                                    |                                          |                                          |  |  |                                     |                                     |                                     |                                     |
|  | O2 FC Dallas                            | O2 FC Dallas                            |                                                |                            |                                         |                                         |                                          | 2 (4)                                    |                                          |                                          |  |  |                                     |                                     |                                     |                                     |
|  | O3 Rapids du Colorado                   | O3 Rapids du Colorado                   | 0                                              | 2 (5)                      |                                         |                                         |                                          |                                          |                                          |                                          |  |  |                                     |                                     |                                     |                                     |
|  | O3 Rapids du Colorado                   | O3 Rapids du Colorado                   | 0                                              | 2 (5)                      |                                         |                                         |                                          |                                          |                                          |                                          |  |  |                                     |                                     |                                     |                                     |
|  |                                         |                                         |                                                |                            |                                         |                                         |                                          |                                          |                                          |                                          |  |  |                                     |                                     |                                     |                                     |

### Résultats

#### Demi-finales d'association

##### Est
| 22 octobre 2005              | MetroStars  | 1 - 0      | Revolution de la Nouvelle-Angleterre |                                                                                     |                                                                                     |
|                              | Guevara 34e |            |                                      | Giants Stadium, East Rutherford Spectateurs : 10 003 Arbitrage : Ricardo Valenzuela | Giants Stadium, East Rutherford Spectateurs : 10 003 Arbitrage : Ricardo Valenzuela |
| Stammler 41e · Djorkaeff 74e | Rapport     | 43e Joseph |                                      | Giants Stadium, East Rutherford Spectateurs : 10 003 Arbitrage : Ricardo Valenzuela | Giants Stadium, East Rutherford Spectateurs : 10 003 Arbitrage : Ricardo Valenzuela |

| 29 octobre 2005 | Revolution de la Nouvelle-Angleterre | 3 - 1 | MetroStars    |                                                                         |                                                                         |
|                 | Cancela 68e · Noonan 73e · Smith 83e |       | 59e Djorkaeff | Gillette Stadium, Foxborough Spectateurs : 9 581 Arbitrage : Brian Hall | Gillette Stadium, Foxborough Spectateurs : 9 581 Arbitrage : Brian Hall |
| Hernández 31e   | Rapport                              |       |               | Gillette Stadium, Foxborough Spectateurs : 9 581 Arbitrage : Brian Hall | Gillette Stadium, Foxborough Spectateurs : 9 581 Arbitrage : Brian Hall |

Le Revolution de la Nouvelle-Angleterre l'emporte par un score cumulé de 3-2.
| 21 octobre 2005 | Fire de Chicago | 0 - 0                                      | D.C. United |                                                                    |
|                 |                 |                                            |             | Soldier Field, Chicago Spectateurs : 11 493 Arbitrage : Brian Hall |
| Brown 24e       | Rapport         | 28e Kovalenko · 31e Quaranta · 47e Carroll |             |                                                                    |

| 30 octobre 2005                                | D.C. United | 0 - 4       | Fire de Chicago                                          |                                                                      |                                                                      |
|                                                |             |             | 10e Stewart · 37e Guerrero · 45+5e Guerrero · 67e Marsch | RFK Stadium, Washington Spectateurs : 20 089 Arbitrage : Kevin Stott | RFK Stadium, Washington Spectateurs : 20 089 Arbitrage : Kevin Stott |
| Olsen 21e · Gómez 55e · Filomeno 71e · Adu 80e | Rapport     | 52e Segares |                                                          | RFK Stadium, Washington Spectateurs : 20 089 Arbitrage : Kevin Stott | RFK Stadium, Washington Spectateurs : 20 089 Arbitrage : Kevin Stott |

Le Fire de Chicago l'emporte par un score cumulé de 4-0.

##### Ouest
| 23 octobre 2005                                        | Galaxy de Los Angeles                 | 3 - 1                                  | Earthquakes de San José |                                                                            |                                                                            |
|                                                        | Gomez 13e · Donovan 39e · Donovan 87e |                                        | 68e Clark               | Home Depot Center, Carson Spectateurs : 17 466 Arbitrage : Abiodun Okulaja | Home Depot Center, Carson Spectateurs : 17 466 Arbitrage : Abiodun Okulaja |
| Nagamura 33e · Dunivant 68e · Albright 71e · Gomez 79e | Rapport                               | 12e Barrett · 26e Clark · 63e Robinson |                         | Home Depot Center, Carson Spectateurs : 17 466 Arbitrage : Abiodun Okulaja | Home Depot Center, Carson Spectateurs : 17 466 Arbitrage : Abiodun Okulaja |

| 29 octobre 2005      | Earthquakes de San José | 1 - 1 | Galaxy de Los Angeles |                                                                      |                                                                      |
|                      | Ching 42e               |       | 67e Grabavoy          | Spartan Stadium, San José Spectateurs : 17 824 Arbitrage : Alex Prus | Spartan Stadium, San José Spectateurs : 17 824 Arbitrage : Alex Prus |
| Gray 44e · Clark 89e | Rapport                 |       |                       | Spartan Stadium, San José Spectateurs : 17 824 Arbitrage : Alex Prus | Spartan Stadium, San José Spectateurs : 17 824 Arbitrage : Alex Prus |

Le Galaxy de Los Angeles l'emporte par un score cumulé de 4-2.
| 22 octobre 2005 | Rapids du Colorado | 0 - 0                    | FC Dallas |                                                                                    |
|                 |                    |                          |           | Invesco Field at Mile High, Denver Spectateurs : 9 625 Arbitrage : Michael Kennedy |
| Beckerman 29e   | Rapport            | 65e Jolley · 74e O'Brien |           |                                                                                    |

| 29 octobre 2005                         | FC Dallas            | 2 - 2 a. p. 4 - 5 t. a. b.                                             | Rapids du Colorado             |                                                                      |                                                                      |
|                                         | Ruíz 67e · Ruíz 105e |                                                                        | 19e Cunningham · 106e Kotschau | Pizza Hut Park, Frisco Spectateurs : 10 104 Arbitrage : Terry Vaughn | Pizza Hut Park, Frisco Spectateurs : 10 104 Arbitrage : Terry Vaughn |
| Rhine 57e · Valakari 63e · Gbandi 90+2e | Rapport              | 48e Mastroeni · 54e Nkong · 68e Denton · 90+1e Cannon · 92e Kirovski · |                                | Pizza Hut Park, Frisco Spectateurs : 10 104 Arbitrage : Terry Vaughn | Pizza Hut Park, Frisco Spectateurs : 10 104 Arbitrage : Terry Vaughn |
| Ruíz · Núñez · Pareja · Vanney · Miña   | Tirs au but 4 - 5    | Mastroeni · Kirovski · Cunningham · Cooke · Peguero                    |                                | Pizza Hut Park, Frisco Spectateurs : 10 104 Arbitrage : Terry Vaughn | Pizza Hut Park, Frisco Spectateurs : 10 104 Arbitrage : Terry Vaughn |

Les Rapids du Colorado l'emportent par un résultat de 5-4 dans la séance de tirs au but après un score cumulé de 2-2.

#### Finales d'association

##### Est
| 6 novembre 2005 | Revolution de la Nouvelle-Angleterre | 1 - 0                                                                             | Fire de Chicago |                                                                            |                                                                            |
|                 | Dempsey 4e                           |                                                                                   |                 | Gillette Stadium, Foxborough Spectateurs : 18 118 Arbitrage : Terry Vaughn | Gillette Stadium, Foxborough Spectateurs : 18 118 Arbitrage : Terry Vaughn |
|                 | Rapport                              | 27e Jaqua · 73e Barrett · 80e Marsch · 83e Segares · 89e Caballero · 90+2e Herron |                 | Gillette Stadium, Foxborough Spectateurs : 18 118 Arbitrage : Terry Vaughn | Gillette Stadium, Foxborough Spectateurs : 18 118 Arbitrage : Terry Vaughn |

##### Ouest
| 5 novembre 2005 | Rapids du Colorado | 0 - 2                      | Galaxy de Los Angeles     |                                                                                |                                                                                |
|                 |                    |                            | 28e Donovan · 88e Donovan | Invesco Field at Mile High, Denver Spectateurs : 12 789 Arbitrage : Brian Hall | Invesco Field at Mile High, Denver Spectateurs : 12 789 Arbitrage : Brian Hall |
| Mastroeni 22e   | Rapport            | 25e Ihemelu · 71e Marshall |                           | Invesco Field at Mile High, Denver Spectateurs : 12 789 Arbitrage : Brian Hall | Invesco Field at Mile High, Denver Spectateurs : 12 789 Arbitrage : Brian Hall |

#### MLS Cup 2005
| 13 novembre 2005                                                   | Revolution de la Nouvelle-Angleterre | 0 - 1 a. p.                                                           | Galaxy de Los Angeles | Pizza Hut Park, Frisco                       |                                              |
|                                                                    |                                      |                                                                       | 107e Ramírez          | Spectateurs : 21 193 Arbitrage : Kevin Stott | Spectateurs : 21 193 Arbitrage : Kevin Stott |
| Hernandez 15e · Franchino 22e · Joseph 37e · Riley 54e · Heaps 76e | Rapport                              | 33e Dunivant · 56e Nagamura · 69e Marshall · 78e Gomez · 81e Albright |                       | Spectateurs : 21 193 Arbitrage : Kevin Stott | Spectateurs : 21 193 Arbitrage : Kevin Stott |

## Leaders statistiques (saison régulière)

### Classement des buteurs (MLS Golden Boot)
Le classement des buteurs ne prend en compte que les buts marqués à partir de cette saison. Auparavant, les passes décisives étaient incluses dans le classement. Maintenant, elles sont le premier critère de départage si deux joueurs ont le même nombre de buts. Si l'égalité persiste, le joueur avec le moins de temps de jeu est privilégié.
| Rang | Joueur          | Nationalité | Club                                 | Buts | Passes | Minutes |
| ---- | --------------- | ----------- | ------------------------------------ | ---- | ------ | ------- |
| 1    | Taylor Twellman | États-Unis  | Revolution de la Nouvelle-Angleterre | 17   | 7      | 2226    |
| 2    | Jaime Moreno    | Bolivie     | D.C. United                          | 16   | 7      | 2445    |
| 3    | Landon Donovan  | États-Unis  | Galaxy de Los Angeles                | 12   | 10     | 1886    |
| 4    | Jeff Cunningham | États-Unis  | Rapids du Colorado                   | 12   | 3      | 1667    |
| 5    | Amado Guevara   | Honduras    | MetroStars                           | 11   | 11     | 2284    |
| 6    | Christian Gómez | Argentine   | D.C. United                          | 11   | 9      | 2419    |
| 7    | Herculez Gomez  | États-Unis  | Galaxy de Los Angeles                | 11   | 2      | 1506    |
| 8    | Carlos Ruiz     | Guatemala   | FC Dallas                            | 11   | 2      | 1549    |
| 9    | Josh Wolff      | États-Unis  | Wizards de Kansas City               | 10   | 10     | 1910    |
| 10   | Clint Dempsey   | États-Unis  | Revolution de la Nouvelle-Angleterre | 10   | 9      | 2319    |

### Classement des passeurs
| Rang | Joueur            | Nationalité      | Club                                 | Passes |
| ---- | ----------------- | ---------------- | ------------------------------------ | ------ |
| 1    | Dwayne De Rosario | Canada           | Earthquakes de San José              | 13     |
| 2    | Ronnie O'Brien    | Irlande          | FC Dallas                            | 12     |
| 3    | Amado Guevara     | Honduras         | MetroStars                           | 11     |
| 3    | Simon Elliott     | Nouvelle-Zélande | Crew de Columbus                     | 11     |
| 5    | Josh Wolff        | États-Unis       | Wizards de Kansas City               | 10     |
| 5    | Landon Donovan    | États-Unis       | Galaxy de Los Angeles                | 10     |
| 7    | Chris Klein       | États-Unis       | Wizards de Kansas City               | 9      |
| 7    | Christian Gómez   | Argentine        | D.C. United                          | 9      |
| 7    | Clint Dempsey     | États-Unis       | Revolution de la Nouvelle-Angleterre | 9      |
| 7    | Ronald Cerritos   | Salvador         | Earthquakes de San José              | 9      |

### Classement des gardiens
Il faut avoir joué au moins 1000 minutes pour être classé. Les statistiques sont faites seulement sur les matchs où les gardiens sont titulaires. 
| Rang | Gardien       | Club                                 | MJ | MIN  | BE | BE/M |
| ---- | ------------- | ------------------------------------ | -- | ---- | -- | ---- |
| 1    | Pat Onstad    | Earthquakes de San José              | 32 | 2880 | 31 | 0.97 |
| 2    | Jonny Walker  | Crew de Columbus                     | 16 | 1440 | 18 | 1.13 |
| 3    | Matt Reis     | Revolution de la Nouvelle-Angleterre | 31 | 2784 | 35 | 1.13 |
| 4    | Nick Rimando  | D.C. United                          | 30 | 2700 | 35 | 1.17 |
| 5    | Joe Cannon    | Rapids du Colorado                   | 27 | 2399 | 32 | 1.20 |
| 6    | Zach Wells    | MetroStars                           | 17 | 1530 | 21 | 1.24 |
| 7    | Scott Garlick | FC Dallas                            | 27 | 2430 | 37 | 1.37 |
| 8    | Bo Oshoniyi   | Wizards de Kansas City               | 32 | 2880 | 44 | 1.38 |
| 9    | Kevin Hartman | Galaxy de Los Angeles                | 31 | 2790 | 43 | 1.39 |
| 10   | Zach Thornton | Fire de Chicago                      | 26 | 2250 | 40 | 1.60 |

### Affluence par équipe
| Club                                 | Stade                 | Matchs | Affluence totale | Affluence moyenne |
| ------------------------------------ | --------------------- | ------ | ---------------- | ----------------- |
| Fire de Chicago                      | Soldier Field         | 16     | 275 811          | 17 238            |
| Rapids du Colorado                   | INVESCO Field         | 16     | 218 206          | 13 638            |
| Crew de Columbus                     | Columbus Crew Stadium | 16     | 206 654          | 12 916            |
| MetroStars                           | Giants Stadium        | 16     | 241 230          | 15 077            |
| Wizards de Kansas City               | Arrowhead Stadium     | 16     | 155 060          | 9 691             |
| D.C. United                          | RFK Memorial Stadium  | 16     | 266 617          | 16 664            |
| Revolution de la Nouvelle-Angleterre | Gillette Stadium      | 16     | 200 397          | 12 525            |
| Galaxy de Los Angeles                | Home Depot Center     | 16     | 387 256          | 24 204            |
| Earthquakes de San José              | Spartan Stadium       | 16     | 208 594          | 13 037            |
| FC Dallas                            | Pizza Hut Park        | 16     | 179 021          | 11 189            |
| CD Chivas USA                        | Home Depot Center     | 16     | 273 284          | 17 080            |
| Real Salt Lake                       | Rice-Eccles Stadium   | 16     | 288 586          | 18 037            |
| MLS Totals                           |                       | 192    | 2 900 716        | 15 108            |

## Récompenses individuelles

### Récompenses annuelles
| Trophée                            | Joueur            | Club                                 |
| ---------------------------------- | ----------------- | ------------------------------------ |
| Meilleur joueur (saison régulière) | Taylor Twellman   | Revolution de la Nouvelle-Angleterre |
| Meilleur joueur (finale MLS)       | Guillermo Ramírez | Galaxy de Los Angeles                |
| Meilleur buteur                    | Taylor Twellman   | Revolution de la Nouvelle-Angleterre |
| Meilleur défenseur                 | Jimmy Conrad      | Wizards de Kansas City               |
| Meilleur gardien                   | Pat Onstad        | Earthquakes de San José              |
| Meilleur rookie                    | Michael Parkhurst | Revolution de la Nouvelle-Angleterre |
| Meilleur entraîneur                | Dominic Kinnear   | Earthquakes de San José              |
| Meilleur come-back                 | Chris Klein       | Real Salt Lake                       |
| Meilleur arbitre                   | Brian Hall        |                                      |
| Meilleur but                       | Dwayne De Rosario | Earthquakes de San José              |
| Trophée du fair-play (joueur)      | Ronald Cerritos   | Earthquakes de San José              |
| Trophée du fair-play (équipe)      |                   | Wizards de Kansas City               |
| Action humanitaire de l'année      | Brian Kamler      | Real Salt Lake                       |

### Joueur du mois
| Mois      | Joueur            | Club                                 |
| --------- | ----------------- | ------------------------------------ |
| Avril     | Clint Dempsey     | Revolution de la Nouvelle-Angleterre |
| Mai       | Carlos Ruiz       | FC Dallas                            |
| Juin      | Nate Jaqua        | Fire de Chicago                      |
| Juillet   | Ricardo Clark     | Earthquakes de San José              |
| Août      | Scott Sealy       | Wizards de Kansas City               |
| Septembre | Taylor Twellman   | Revolution de la Nouvelle-Angleterre |
| Octobre   | Dwayne De Rosario | Earthquakes de San José              |

### Joueur de la semaine
Il n'y a pas de joueur désigné en semaine 18 pour cause de Match des étoiles de la MLS.
| Semaine    | Joueur            | Club                                 |
| ---------- | ----------------- | ------------------------------------ |
| Semaine 1  | Edson Buddle      | Crew de Columbus                     |
| Semaine 2  | Landon Donovan    | Galaxy de Los Angeles                |
| Semaine 3  | Jon Busch         | Crew de Columbus                     |
| Semaine 4  | Clint Dempsey     | Revolution de la Nouvelle-Angleterre |
| Semaine 5  | Amado Guevara     | MetroStars                           |
| Semaine 6  | Freddy Adu        | D.C. United                          |
| Semaine 7  | Josh Wolff        | Wizards de Kansas City               |
| Semaine 8  | Ronnie O'Brien    | FC Dallas                            |
| Semaine 9  | Carlos Ruiz       | FC Dallas                            |
| Semaine 10 | Nate Jaqua        | Fire de Chicago                      |
| Semaine 11 | Zach Wells        | MetroStars                           |
| Semaine 12 | Jeff Cunningham   | Rapids du Colorado                   |
| Semaine 13 | Pat Noonan        | Revolution de la Nouvelle-Angleterre |
| Semaine 14 | Joe Cannon        | Rapids du Colorado                   |
| Semaine 15 | Matt Taylor       | Chivas USA                           |
| Semaine 16 | Taylor Twellman   | Revolution de la Nouvelle-Angleterre |
| Semaine 17 | Mark Chung        | Earthquakes de San José              |
| Semaine 19 | Youri Djorkaeff   | MetroStars                           |
| Semaine 20 | Josh Wolff        | Wizards de Kansas City               |
| Semaine 21 | Amado Guevara     | MetroStars                           |
| Semaine 22 | Taylor Twellman   | Revolution de la Nouvelle-Angleterre |
| Semaine 23 | Justin Mapp       | Fire de Chicago                      |
| Semaine 24 | Taylor Twellman   | Revolution de la Nouvelle-Angleterre |
| Semaine 25 | Youri Djorkaeff   | MetroStars                           |
| Semaine 26 | Dwayne De Rosario | Earthquakes de San José              |
| Semaine 27 | Herculez Gomez    | Galaxy de Los Angeles                |
| Semaine 28 | Freddy Adu        | D.C. United                          |
| Semaine 29 | Tony Meola        | MetroStars                           |

## Bilan
| Major League Soccer 2005                                  |                                      |
| Champion                                                  | Galaxy de Los Angeles (2e titre)     |
| Séries éliminatoires                                      | Earthquakes de San José              |
| Séries éliminatoires                                      | Revolution de la Nouvelle-Angleterre |
| Séries éliminatoires                                      | D.C. United                          |
| Séries éliminatoires                                      | Fire de Chicago                      |
| Séries éliminatoires                                      | FC Dallas                            |
| Séries éliminatoires                                      | MetroStars                           |
| Séries éliminatoires                                      | Rapids du Colorado                   |
| Séries éliminatoires                                      | Galaxy de Los Angeles                |
| Coupes et trophées                                        |                                      |
| Vainqueur de la Coupe des États-Unis 2005                 | Galaxy de Los Angeles                |
| Qualifications continentales                              |                                      |
| Coupe des champions de la CONCACAF 2006 (quart de finale) | Galaxy de Los Angeles                |
| Coupe des champions de la CONCACAF 2006 (quart de finale) | Revolution de la Nouvelle-Angleterre |